# David Fogg
David Fogg (sinh ngày 28 tháng 5 năm 1951) là một cựu cầu thủ bóng đá người Anh thi đấu cho Oxford United và Wrexham. Trong thời gian thi đấu tại Oxford, ông thi đấu 293 trận. Sau khi giải nghệ, Fogg gia nhập ban huấn luyện ở Oxford, trước khi trở thành huấn luyện viên đội trẻ tại Everton và Cardiff City.